# Helius (Helius) fragosus
Helius (Helius) fragosus is een tweevleugelige uit de familie steltmuggen (Limoniidae). De soort komt voor in het Neotropisch gebied.